# الأمية في جيبوتي
الأمية في جيبوتي معدلات الالتحاق بالمدارس في جيبوتي من أدنى المعدلات في العالم إذ تشكل 39 في المائة، ويبلغ معدل الأمية فيها 70 في المائة، وتؤلِّف النساء نسبة 85 في المائة من الأميين.

## التحديات
النظام التعليمي في جيبوتي يواجه تحديات خطيرة تحد من قدرة البلاد على تحقيق الأهداف الإنمائية لزيادة نسبة المتعلمين وتقليص نسبة الأمية. على الرغم من جهود الحكومة لتوسيع هذه الإمكانيات، إلا أن نوعية التعليم تواجه مشكلات مستحكمة مثل نقص المدرسين المؤهلين، ومواد تعليمية عفا عليها الزمن، وعدم كفاية أعداد الكتب الدراسية، وارتفاع معدلات الرسوب والتسرب من المدارس، وازدحام الفصول الدراسية، على الرغم من المخصصات الكبيرة في الميزانية الحكومية لقطاع التعليم الذي يشكل 6.3 في المائة من إجمالي الناتج المحلي في عام 2004، لكن الهامش المالي لتحسين نوعية التعليم محدود للغاية.

## مبادرة البنك الدولي
في عام 1999 بدأت حكومة جيبوتي العمل مع البنك الدولي لإجراء مراجعة لنظام التعليم في البلاد بهدف معالجة أوجه النقص والقصور فيه، وتحقيق هدف تعميم الالتحاق بالتعليم الابتدائي بحلول عام 2010. تم تمويل المرحلة الثانية للمشروع من خلال مؤسسة التنمية الدولية في عام 2005، وساعدت هذه المرحلة بحلول عام 2011 على زيادة إمكانيات الالتحاق بالمدارس إلى أكثر من 7000 طفل من خلال إضافة 102 فصل دراسي وتجهيزها، كما ساعدت أيضا على تحسين نوعية المناهج الدراسية من خلال دورات تدريب أثناء العمل شملت 95 في المائة من المدرسين وكل مديري المدارس. قدمت المؤسسة الدولية للتنمية 10 ملايين دولار لتمويل المرحلة الثانية للمشروع، وقدَّمت الحكومة مليون دولار إضافي.